# Phrae (provins)
Phrae (thai แพร่) är en thailändsk provins (changwat). Den ligger i den norra delen av Thailand. Provinsen hade år 2000 492 561 invånare på en areal av 6 538,6 km².

## Administrativ indelning
Provinsen är indelad i 8 distrikt (amphoe). Distrikten är i sin tur indelade i 78 subdistrikt (tambon) och 645 byar (muban).